# 柵木環
柵木 環（ませぎ たまき、1962年 - ）は、日本の農林水産官僚。農林水産省福島復旧復興対策調整官や、山梨県副知事を歴任し、中国四国農政局農村振興部長。

## 人物・経歴
三重県桑名市生まれ。1985年に北海道大学農学部農業工学科卒業した後、1987年に北海道大学大学院農学研究科修士課程修了。同年、キャリア官僚（農業土木技官）として農林水産省に入省。近畿農政局淀川水系土地改良管理事務所計画課長等を経て、2009年から東北農政局水利整備課長を務め、東日本大震災の復興対応などにあたった。
2012年から農林水産省農村振興局整備部防災課福島復旧復興対策調整官として、福島第一原子力発電所事故の農地除染等を担当。
農林水産省農村振興局整備部農地資源課多面的機能支払推進室長等を経て、2017年、新井ゆたかの後任として山梨県副知事に就任。2019年、農林水産省農村振興局整備部水資源課長。2020年、農林水産省中国四国農政局農村振興部長。2022年、農林水産省中国四国農政局次長。